# Supercúmul Rellotge-Reticle
El Supercúmul Rellotge-Reticle, és un supercúmul massiu abastant al voltant 550 milions d'anys-llum. Té una massa d'al voltant 1017 masses solars, similar a la del supercúmul de Laniakea, el qual acull la Via Làctia. Es centra en l'ascensió recta a les coordenades 03h 19m i la declinació -50 ° 02 ', i té una àrea angular de 12° × 12°.
La part més propera del supercúmul és a 700 milions d'anys-lumm de la Terra, mentre que l'extrem final és de 1.200 milions d'anys llum. És visible a les constel·lacions del Rellotge i d'Eridà. El supercúmul del Rellotge compta amb uns 5.000 grups de galàxies (30.000 galàxies gegants i 300.000 galàxies nanes). Inclou el cúmul de galàxies Abell 3266.